# Чжан Сюаньцзин
Чжан Сюаньцзин (кит. трад. 張玄靚, упр. 张玄靓, пиньинь Zhāng Xuánjìng, 350—363), взрослое имя Юаньань (元安) — правитель государства Ранняя Лян.

## Биография
Сын Чжан Чунхуа. Когда в 353 году Чжан Чунхуа скончался, то на престол формально взошёл его 9-летний сын Чжан Яолин, однако реальная власть сосредоточилась в руках дяди Чжан Цзо. В начале 354 года Чжан Цзо сместил Чжан Яолина и сел на трон сам, после чего официально порвал с империей Цзинь, введя летоисчисление в соответствии с собственным девизом правления. В 355 году против Чжан Цзо восстали генералы Чжан Гуань и Сун Хунь, решившие вернуть трон Чжан Яолину. Узнав об этом, Чжан Цзо убил Чжан Яолина, но восставшие генералы продолжили путь на столицу Гуцзан, где при их приближении подняли восстание брат Чжан Гуаня Чжан Цзюй и его сын Чжан Сун. Чжан Цзо был убит, а на престол был возведён 6-летний Чжан Сюаньцзин, регентом при котором стал Чжан Гуань.
Чжан Гуань объявил, что Ранняя Лян по-прежнему верна империи Цзинь, однако Чжан Сюаньцзин при этом был объявлен «Лянским князем» (凉王), хотя этот титул его предшественники получили не от империи, а от северных «варварских» государств. В 356 году под давлением со стороны государства Ранняя Цинь Чжан Гуань был вынужден от имени Чжан Сюаньцзина признать Раннюю Цинь сюзереном Ранней Лян. В 359 году Чжан Гуань решил убить Сун Хуня и его брата Сун Чэна, сместить Чжан Сюаньцзина и занять трон самому. Узнав об этом, Сун Хунь поднял восстание в столице Гуцзане и победил; Чжан Гуань совершил самоубийство, а Сун Хунь стал новым регентом.
По совету Сун Хуня Чжан Сюаньцзин отказался от титула «Лянский князь» и вернулся к дарованному его предкам империей Цзинь титулу «Сипинский удельный гун» (西平郡公). В 361 году Сун Хунь скончался, и регентом стал его брат Сун Чэн. Вскоре, однако, генерал Чжан Юн убил Сун Чэна, вырезал весь его клан, и стал регентом вместе с дядей Чжан Сюаньцзина — Чжан Тяньси.
Вскоре Чжан Тяньси отправил своего подручного Лю Су убить Чжан Юна. Покушение не удалось, Чжан Юн поднял войска и напал на Чжан Тяньси, но тот убедил солдат, что мстил за уничтоженный клан Сун, и что следующим шагом Чжан Юн бы вырезал правящий клан Чжан. Солдаты покинули Чжан Юна, и тот совершил самоубийство.
В 363 году часть придворных организовала заговор против Чжан Тяньси, но покушение не удалось. Чжан Сюаньцзин испугался, и предложил Чжан Тяньси самому сесть на трон, но тот отказался. Однако месяц спустя по поручению Чжан Тяньси Лю Су с солдатами ворвался во дворец и убил Чжан Сюаньцзина. Официально было объявлено, что Чжан Сюаньцзин умер от болезни, и Чжан Тяньси взошёл на престол.